# Stefano Sabelli
Stefano Sabelli (* 13. Januar 1993 in Rom) ist ein italienischer Fußballspieler. Der Abwehrspieler steht aktuell beim CFC Genua unter Vertrag.

## Karriere

### Im Verein
Sabelli begann seine Laufbahn 2005 in der Jugendabteilung der AS Rom und durchlief diese bis 2012. Im selben Jahr wurde er in den Profikader übernommen, jedoch an die AS Bari verliehen, um Spielpraxis zu erhalten. In seiner ersten Profisaison, der Spielzeit 2012/13 absolvierte Sabelli 29 Partien für die Galletti. Aufgrund seiner guten Leistungen wollte Bari Sabelli nicht ziehen lassen und verpflichtete ihn für etwa 900.000 Euro von der Roma. In der Spielzeit 2013/14 wurde Sabelli zum unumstrittenen Stammspieler und lief in 37 der 42 Ligapartien aus. Trotz eines Punktabzuges von vier Zählern konnte sich Bari für die Aufstiegs-Play-offs qualifizieren. Nachdem in der Vorrunde der FC Crotone ausgeschaltet wurde, unterlag man jedoch der US Latina aufgrund der niedrigeren Tabellenplatzierung. Sabelli kam auch in allen drei Play-off-Spielen zum Einsatz.
Seit der Spielzeit 2014/15 spielt Sabelli für den FC Bari 1908, dem neugegründeten Nachfolgeverein der AS Bari. Aufgrund eines Insolvenzverfahrens wurde der Verein versteigert, den ein Konsortium um den ehemaligen Schiedsrichter und heutigen Präsidenten des Vereins, Gianluca Paparesta, für ca. 4,8 Millionen Euro erwarb.
Von Januar bis Juni 2016 war Sabelli an den FC Carpi verliehen. Nach der Insolvenz des FC Bari im Sommer 2018 wechselte er zu Brescia Calcio und schließlich zum FC Empoli.

### In der Nationalmannschaft
Sabelli wurde 2011 erstmals für eine Juniorenauswahl Italiens nominiert: Am 14. Februar 2011 gab er beim 2:0-Sieg über Norwegen sein Debüt für die U-18-Nationalmannschaft. Im selben Jahr folgten drei weitere Einsätze für die U-18, ehe er bereits am 25. August sein Debüt für die U-19-Nationalmannschaft beim 2:1-Sieg gegen Russland gab. Er absolvierte bis 2012 noch sieben weitere Partien für die U-19. Am 5. September 2012 bestritt Sabelli dann sein erstes Spiel für die U-20-Nationalmannschaft beim 2:2 gegen die Türkei, bis 2013 folgten noch sieben weitere Einsätze. Nachdem Sabelli bereits 2012 von Devis Mangia für die U-21-Nationalmannschaft berufen worden war, gab er erst 2013 sein Debüt für die Azzurrini beim 3:1-Sieg über Belgien am 5. September 2013. Seitdem gehörte er regelmäßig der Auswahl an, die sich unter Luigi Di Biagio für die Europameisterschaft 2015 qualifizieren konnte.